# SON-50 (Radar)
SON-50 (code OTAN Flap Wheel) est un radar de conduite de tir soviétique pour des canons antiaériens de 57 mm.
Il a été largement utilisé pendant la guerre du Vietnam.